# Százados játékok
A százados játékok [ludi (ludus=játék) saeculares (saeculum=évszázad)] az ókori Róma történetét végigkísérő, változó tartalmú, szakrális eredetű ünnepségsorozat volt. Kezdetben megtisztító jellegű szertartássorozat, a principatus idejétől pedig az állam felmagasztalásának eszköze.

## A játékok eredete

### A saeculum-számítások
Valószínűleg az emberiség történetének kezdete óta különösen fontos szerepet játszott az idő, és múlásának szakrális vonatkozásai, az egyén és a közösség szemében egyaránt. Az év, az évek váltakozása, az új év, az új korszak beköszönte mindig egyfajta újjászületést jelképezett, minden évben újjáteremtődött a világ. A saeculum is egy ilyen, nagyobb korszakváltást jelentett.
A rómaiak számára az éves ciklus, az évszakok rendezettsége jelentette az eszményi normát. Bármiféle rendellenesség (természeti jelenségek, születési hibák) az istenek és az emberek közötti problémát jelezte számukra, isteni megnyilvánulásként tartották számon. Ezen események pontos magyarázata nem volt nyilvánvaló az átlagpolgár számára, így alakult ki többek között a jövendőmondók, az etruszk haruspexek intézményei, majd pedig a Sybilla-könyveket és egyéb jóslatok értelmezőit övező nagy társadalmi tisztelet (a jövendölés mind az etruszk és a római vallás szerves részét képezték).

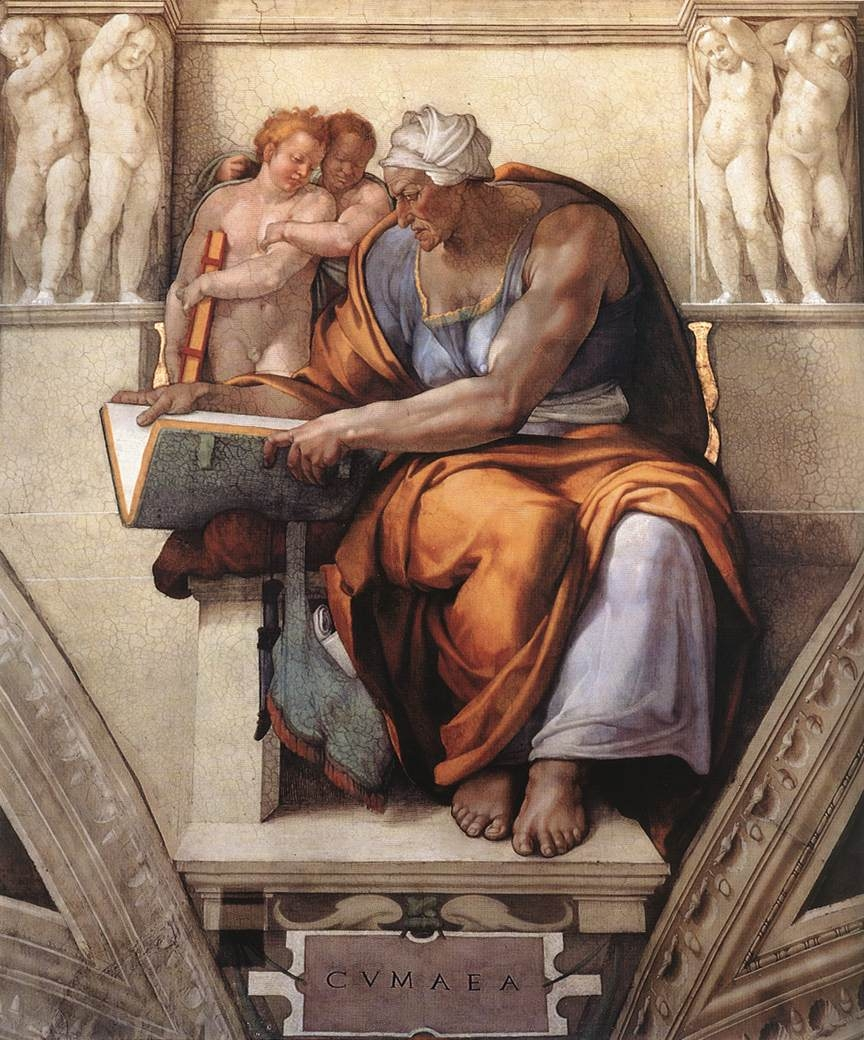
Michelangelo Buonarroti: A küméi Szibülla

A Sybilla-könyvek a hagyomány szerint Tarquinius király uralkodása alatt kerültek Rómába, amikor egy idegen asszony kilenc, jóslatokat tartalmazó könyvet ajánlott neki megvételre. Mivel a király nem volt hajlandó megfizetni az árukat, a nő hatot elégetett közülük. A haruspexek szerint Tarquinius isteni eredetű könyveket utasított el, azt javasolták neki, hogy vegye meg a maradék hármat. A király ezt követően megbízott két embert a jóslatok tanulmányozásával. A királyság bukása után élethossziglani kinevezéssel bírókat állítottak a feladatra, akik mentesültek minden egyéb állampolgári kötelezettségtől. Belőlük alakult ki először a duoviri sacris faciundis intézménye, amit majd Sulla bővített ki tizenöt fősre, így jött létre a quindecemviri sacris faciundis testület.
A saeculum, a saecularis gondolat az etruszkok felfogásában jelent meg. Úgy gondolták, hogy a sors tíz századot szabott meg a nép életére. Valószínűleg nagyban ehhez köthető az etruszk vallást átható sötétség és hanyatlásérzet, a gyászistenségek (Tukhulkha, Mantus, Kalu, Letham, valamint a görögöktől átvett Kharón) fontos szerepe. Az etruszk saeculum-számítások Censorinus De Die Natali (A születésnap) című műve alapján maradtak fenn, azon belül is a Terentius Varro-kivonatolásokban. Varro szerint az etruszkok 10 saeculumra osztották népük történetét, az első négy 100 évig tartott, az ötödik 123, a hatodik és a hetedik 119 évig. Hozzáteszi azt is, hogy élte alatt a nyolcadik saeculum íródott. A tizedik saeculum végével az etruszk nép története is leáldozik.
Kétféle saeculumot tartottak számon: a természetest (saeculum naturale) és a polgárit (saeculum civile). A természetes saeculumot úgy tartották, mint egy ember életének leghosszabb időtartamát. Ennek számszerű hossza megoszlott az ókoriak körében. Az etruszkok ezt úgy számolták, hogy az állam alapításakor születettek közül a legtovább élőnek halálakor záródott az első saeculum. Akik ezen a napon abban a városban éltek, hasonlóképp a leghosszabb életű halálakor ért véget a második, és így határolódtak be a sorra következő századok. A polgári saeculum egy valamely hivatalos – elsősorban papi – testület által meghatározott időtartamot jelent, aminek alapján alakult ki a saeculumok száz, illetve száztíz éves hossza. Az egyes természetes saeculumok végét – az új korszak eljöttét – a gyakorlatban lehetetlen lett volna valóban a legtovább élő egyén halálakor megjelölni, mivel az illető személy általában ismeretlen volt, így azt mindig valami égi, isteni esemény jelezte. Példaként említhető, hogy amikor Cornelius Sulla i. e. 88-ban Nolát ostromolta, a sereg furcsa jelenségeket vett észre. A jelvényhordozó rudak meggyulladtak, az állatok természetellenesen viselkedtek, az égből pedig trombitaszó hallatszott, ugyanis ebben az évben következett be az etruszkok kilencedik saeculuma. Ebből levonható a következtetés, hogy a rómaiak Sulla korában már ismerték a saeculum-számítást.
Egy másik ilyen esemény Iulius Caesar halálához kapcsolódik. Meggyilkolását követően, i. e. 44. június 20. és 30. között, amikor Caesar halálának és győzelmeinek tiszteletére ünnepi játékokat tartottak (ludi Victoriae Caesaris), Róma lakói arra lettek figyelmesek, hogy egy ragyogó hullócsillag tűnt fel a nappali égbolton. Többen úgy vélekedtek, hogy ez Octavianus Caesar dicsőségét jelenti, és fel kell állítani a Capitoliumon apja szobrát, ami fölé egy csillagot kell erősíteni. Egy etruszk haruspex, Vulcius szerint viszont a csillag megjelenése azt jelentette, hogy véget ért az etruszkok kilencedik saeculuma, megkezdődött az utolsó korszak. Ezzel a kijelentéssel azonban felfedte az istenek szándékát, és ott helyben meghalt. Mindkét jelenségre jellemző, hogy egy válságos időszakban történt meg, és az államforma gyökeres megváltozása követte. A második eset különösen fontos a római történelem további történéseit ismerve, az üstököst (amit később Sidus Iuliumnak vagy Astrum Caesarisnak hívtak) ugyanis Iulius Caesar istenivé lényegüléseként értelmezték, a későbbi Augustus nyomására, mivel ez az ő pozícióját erősítette, mint divi filius. Így az újonnan alakult Caesar-kultusz tudatos politikai célokat is szolgált.
A rómaiak tehát átvették az etruszkoktól a saeculum-számítást. A rómaiak mesterséges százada alapvetően száz évig tartott, de megesett, hogy száztízig. Ez a látszólagos ellentmondás a ludi saecularesekhez köthető. Romulus augurjai ugyanis az első saeculum kezdetét a Város alapítására tették. Az új saeculumok eljövetelekor megünnepelték Róma fennállásának százéves évfordulóit. Minden bizonnyal ez volt a mi mai évszázad-számításunk mintaképe. Az ókorban még nem létezett a miénkhez hasonló, pontos időszámítás, így máskorra eshetett egy-egy új saeculum kezdete, mint annak matematikailag kellett volna történnie. Ezt a hiányosságot kihasználva pedig az évforduló idejét könnyen lehetett manipulálni az aktuális politikai céloknak megfelelően. A ludi saeculares megrendezése ugyanis kiváló alkalmat adott a vezetői propaganda elősegítéséhez. Első példa erre az Octavianus Caesar Augustus által rendezett ludi saeculares i. e. 17-ben. Augustus elevenítette fel ezt a több évszázados hagyományt, i. e. 263 után először (Addig úgy számolták az éveket, hogy minden évben bevertek egy szeget a capitoliumi Minerva-templom falába, és minden századik alkalmat megünnepelték).
A fentebbeket figyelembe véve, érthetően terjedhetett el egyesek körében az elképzelés, hogy a saecularis játékoknak nincs is közük a valódi (természetes) saeculumokhoz.

### Az aranykor gondolata
A saecularis gondolathoz kapcsolódik az aranykor eszméje. Már a görög kultúrában is szerepel az elképzelés: Hésiodos Munkák és napok című művében sorolta fel az egymást követő korszakokat. Az I. könyv 174-176. soraiban írja, hogy szeretne minél előbb meghalni, hogy ne kelljen a vaskorban élnie, vagy a távoli jövőben kívánna élni, ami jobb lesz, mint a mostani kor, tehát valószínűleg egy eljövendő, újabb aranykorra számít.
Igen sok irodalmi alkotás született az aranykor-várás jegyében, ennek legjobb példái Vergilius IV. eclogája, valamint Horatius Carmen Saeculareja, amelyben az aranykor eljövetele mellett megénekelte, hogy az új korszak Augustusnak köszönhető. A IV. ecloga elhozta a római irodalom aranykorát. Fő gondolata, hogy egy isteni gyermek fog születni, aki harcok árán elhozza Róma népének az aranykort. A versben megjelennek mind a hésiodosi korszakok és az etruszk saecularis gondolat is. Vergilius számos forrásból merítkezett: héber és etruszk jövendölésekből, Platóntól, Homérosztól és Catullustól is vett át elemeket.
A hésiodosi fémkorszakok sora nagyban hasonlít az etruszk saeculum-elképzelés dekadenciájához. A hanyatlás elképzelése világbirodalmi szinteken is jelentkezett. Az i. e. 1. században terjedt el Rómában a 4+1 világbirodalom (Asszíria, Média, Perzsia, Makedónia és Róma) toposza. A negyedik, a zsidók által hamisított Sybilla-jóslat értelmében a világbirodalmak élte tíz generáción át tart, amiből hat jutott az asszírnak, kettő a médeknek, egy a perzsáknak, az utolsón pedig a makedónok és a rómaiak osztoznak, ezután következik az ítéletnap. Róma népe ebben az időszakban igen fogékony volt a különböző dekadencia-elképzelésekre, mivel a köztársaság hanyatlása már az átlagpolgár számára is könnyen érzékelhetővé vált. Elegendő a Gracchusok meggyilkolásától Augustus hatalomra jutásáig tartó, majd egy évszázados válságidőszakra gondolni.

### A korábbi, saeculumhoz kapcsolódó ünnepek
A saeculummal kapcsolatos legfontosabb ünnep a ludi saeculares volt. Gyökerei egészen a római köztársaság első éveibe nyúlnak vissza, a Valerius genshez kötődően (Valerius Maximus és Zósimos művei őrzik a történetet ). A hagyomány szerint P. Valerius Publicola teremtette meg a ludi saeculares (akkor még nem így nevezték) hagyományát, hogy elhárítsa a Várost sújtó járványokat. Valerius, az i. e. 509-es év consulja gyermekei gyógyulásáért cserébe áldozatot mutatott be Disnek és Proserpinának a Campus Matriuson, a Tiberis partjához közel. A szertartás a közösség megtisztulását volt hivatott szolgálni. Ezt követően pedig három napon át tartó éjszakai játékokat és istenlakomákat rendezett Tarentumban, ezért is nevezték a játékokat ludi tarentininek. Fontos megjegyezni, hogy ezek a természetes saeculumhoz kapcsolódtak. Mindennek a szavahihetőségét megkérdőjelezi, hogy a dátum a ludi saecularesek számításának valamennyi kronológiája közül egyikkel sincs közös időponton, így a hivatalos történészi álláspont szkeptikus ezt illetően.
Elmondható, hogy a principatus előtti, polgári saeculumhoz kapcsolódó (Róma alapítása) ludi saecularesekről igen hiányosak az információink. Arra semmi sem utal, hogy a királyság idején tartottak volna ünnepet. A római köztársaság alatt rendszeresen megünnepelték a Város fennállásának százéves évfordulóit, azonban mivel egészen az i. e. 1. századig nem volt „hivatalos” dátum Róma alapítására, több, egymástól évtizedes eltéréssel működő számítások voltak életben.
Az első megrendezett játék valószínűleg i. e. 453-ban volt, a háromszáz éves fordulón. Az etruszkok i. e. 473-as elűzése óta készültek az eseményre. Az élet minden terén változásokat vezettek be, ekkor alkották meg a XII táblás törvényeket, és ami a saeculum szempontjából még fontosabb: naptárreformot hajtottak végre, jelezve az új korszak kezdetét. Emellett küldöttség is ment görög földre, így bizonyos elemeket át is vehettek a játékokhoz. Továbbá közrejátszott az is, hogy az említett időszakban pestisjárvány söpört végig Rómán, így az ünnepnek volt egy fontos, megtisztító jellege is, a ludi tarentinihez hasonlóan. Ez többek között a lectisternium útján történt, aminek során a székekre helyezett istenszobroknak ételeket ajánlottak fel. Az első bizonyítottan megrendezett saecularis játékokat i. e. 249-ben tartották meg (a számítások szerint ez volt a harmadik), az ötszázadik évfordulón, a quindecemviri felügyeletével és a Sybilla-könyvek bevonásával. Valószínűleg a közelgő pun háború veszélyes előjele is szerepet játszott a megrendezésben, mivel így akarták elnyerni Apollo isten kegyeit. A játékok ekkor még erős görög befolyás alatt álltak, ugyanis a játékok görög rítusúak voltak, valamint az áldozatokat a Moiráknak, Apollónak és Dianának mutatták be, akik görög eredetűek voltak, és az áldozatot is görög módon mutatták be.
A későbbi időkre a rendelkezésre álló adatok meglehetősen zavarosak, mivel sok esetben tisztázatlan, hogy a száz, vagy a száztíz éves periódusnak megfelelően tartották meg a játékokat. A quindecemvirek ugyanis a száztízes periódusokat preferálták, hogy a következő ludi saeculares az ő idejükre essen, i. e. 17-re. Így az ünnepek kronológiai rendjének meghatározása nem csak ma, hanem az antikvitásban is gondokat okozott. Második játékként elfogadták a Valerius Corvus első consulsága alattit i. e. 348-ban, ettől számították az elkövetkezőket, valamint visszamenőlegesen az első, i. e. 456-ost, mivel a quindecemviri hibásan Corvus második consulságától számított vissza száztíz évet. A harmadik volt a fentebb említett i. e. 249-es, amit 236-ban újra megtartottak, száztíz évvel Corvus második consuli éve után, és így tarthatták meg a ludi saecularest i. e. 17-ben, Augustus alatt (a 126-ban rendezendőt nem tartották meg).

## ACaius Iulius Caesar Augustusáltal rendezett ludi saeculares

### Az előzmények
A zsarnokölők legyőzését célul kitűző, i. e. 43-ban alakult második triumvirátus miután i. e. 42-ben a philippi csatában győzelmet aratott Brutus és Cassius erői felett, a triumvirek tovább erősítették pozícióikat és a proscriptiók egészen i. e. 39-ig nyitva maradtak. A szövetséget megújították az i. e. 37-es tarentumi egyezmény keretében további öt évre, de hamarosan megbuktatták Lepidust, így Octavianus és Antonius érdekei kerültek szembe egymással, a Birodalom gyakorlatilag felosztódott Keletre és Nyugatra. Antonius keleten a parthusok ellen folytatott harcaihoz megszerezte Egyiptom támogatását. Mérsékelt sikereit Alexandriában triumphussal ünnepelte meg. Octavianus Rómában nyílt propagandát kezdett folytatni ellene, azzal vádolta, hogy egyeduralkodói vonásokat vett fel, valamint diadalmenetével a római hagyományokat gúnyolta ki. Végül i. e. 32-ben Octavianus hadat üzent Antoniusnak, kettejük vetélkedését az i. e. 31-es actiumi tengeri ütközet döntötte el, ahol vereséget mért az egyiptomi hajókkal kiegészült antoniusi flottára, így Octavianus lényegében az egész római világ ura lett. I. e. 29-ben Octavianus hazatért Rómába, beköszöntött a béke, bezárták Ianus templomának kapuit, i. e. 28-ban megválasztották princeps senatussá, i. e. 27-ben formálisan restaurálták a köztársaságot, megkezdődött a principatus kiépítése.
Visszaállt az állam hagyományos formája, újraindult a normális termelés, erősödött a polgárok személyes biztonsága, megkezdődött a politikai helyzet konszolidálása, amely állapotot a kortárs Velleius Paterculus is megerősítette. Lemondott a ráruházott felhatalmazásról, melyet triumvirként kapott, minden hatalmát ünnepélyes keretek között visszaadta a római senatusnak és népnek, majd ennek örömére a senatus felruházta az Augustus (fenséges) címmel, amely eseményt önéletírásában is kihangsúlyozta.
Az Augustus cím kiemelkedően fontos, mert így szakrális szférába emelkedhetett, amit apja consecrálásával is megerősített (i. e. 42-ben nyilvánították ki, hogy Iulius Caesar bebocsátást nyert az állam istenei közé, istenivé vált (divus)). Ettől kezdve teljes neve Imperator Caius Iulius Caesar Augustus divi filius lett. Ugyan a korlátlan hatalomról lemondott, de előtte biztosította magának különleges pozícióját és személyes biztonságát, tíz évre szóló imperium proconsularei megbízást kapott a senatustól, ami gyakorlatilag a visszaadott hatalmát jelentette, csak immár törvényes keretek között. Még i. e. 27-ben Augustus kapott a senatustól egy aranypajzsot, amire a négy római alaperényt írták fel (virtus, clementia, pietas, iustitia), ami igazolta vir bonus-létét, hogy egyaránt rendelkezik a hagyományos és a vezetéshez szükséges értékekkel. Az eseményt megörökítette az Ara Pacis Augustae egy ábrázolásban és a Res gestae divi Augusti is.
Ezt követően Augustus hadjáratot indított Hispaniába, ahonnan visszatérve szintén nagy külsőségek között lemondott a consuli hatalomról, cserébe a senatus kinevezte néptribunussá. A tribunica potestas lényegesen kisebb jogkört foglalt magába a consulinál, de privilégiumként megkapta a hiányzókat a senatustól, mint a ius relationis (előterjesztés joga), a ius nominationis (megnevezés joga) és a ius commendationis (ajánlás joga). Két alkalommal is felkínálták neki a dictatori hatalmat, de minden alkalommal elutasította azt, viszont elvállalta a gabonaellátási gondok orvoslását (cura annonae). Augustus volt a princeps senatus, a pontifex maximus, augur és a quindecemvirek tagja, ez utóbbi igen fontos szerepet játszott a százados játékok rendezésében. Minden tisztségét elviekben, valamint igen kihangsúlyozottan csak ideiglenesen viselte, amivel elérte, hogy ne vádolhassák meg örökös dictatorsággal, ami apja végzetét okozta. Éleslátásáról tanúskodott, hogy felismerte az irodalom és a művészetek jelentőségét propagandaeszközként, azokat eddigi megbecsültségüknél is magasabb szintekre emelte. Rendezte a viszonyokat keleten, békét kötött a pártusokkal, Rómába visszatérve kiegyezett a régi elittel, erkölcsjavító, a család szentségét védő törvényeket foganatosított: lex Iulia de ambitu, de maritandis ordinibus, de adulteriis.
Ezen nagy hatású konszolidációs tevékenység és katonai győzelmeinek csúcspontjaként (győzelem a parthusok felett, Crassus legiojelvényeinek visszaszerzése, Pannonia pacifikálása, az Armenia feletti protektorátus megszerzése) rendezte meg a régi hagyományokat felelevenítve a ludi saecularest i. e. 17-ben.

### Az időpont
Mivel eredetileg egyik számítás szerint sem esett volna az ünnep Augustuséra (a legutóbbit 136 éve tartották), jogásza, Ateius Capito minden bizonnyal manipulálta a kronológiát. Augustus, eddigi uralmának eredményeit a ludi saeculares megrendezésével akarta betetézni és szakrális szintre emelni, ő akarta bejelenteni az új századot és a beköszöntött aranykort, amit Horatius és Vergilius műveinek segítségével vizionált előre.
Maga az aranykor-eszme erős propagandaelemnek tekinthető. A koncepció Vergilius művéből ered, ami alapján az ifjú Octavianust az aranykor elhozójaként állították be a kortársak, de ez a műben közvetlenül nem fejeződik ki, csak sejthető a személy. Habár hivatalosan Augustus nyílt imádatát elutasították, az alacsonyabb néptömegekkel geniusának tisztelete jelentette a legfontosabb kapcsolatot valláspolitikai szempontból. A köznép várta az új kor és az új istenség eljövetelét, amit Octavianus igyekezett kihasználni, egyik eszköze volt pl. a hullócsillag Iulius Caesar halála után, az astrum Caesaris, amit ő saját nagyságának előrejelzéseként állította be, az aranykorral összekapcsolva. A plebs körében valóban elterjedt a csillag, mint Octavianus isteni eredetét bizonyító jel értelmezése. Ékes bizonyíték erre a Sanquinius által veretett denarius, amin a fiatal Augustus látható, mint triumvir, divi filius és az új saeculum geniusa, hátoldalán pedig apja, az üstökössel a feje felett.
Három tényező is erősítette ezt az eszmeiséget: maga a hésiodosi aranykor-gondolat, valamint a korábban taglalt utolsó etruszk saeculum vége és a világbirodalmak végzetéről szóló jóslatok. Sokak számára ezek a képzetek a történelem körforgásának lezárultát jelenthették, amit az is erősített, hogy a belső és külső viszályok megszűnni látszottak, kiépült az új rendszer, a principatus, ezért úgy érezték, most már ténylegesen el kell jönnie az aranykornak.
A princeps ennek további megerősítéséhez Itália legbefolyásosabb jósnőjétől, a cumaei Sybillától kért segítséget, jóslat formájában. A jövendölés, amelynek szövege Zósimos munkájában maradt fenn, nagy segítségül szolgált, mondhatni „megrendelésre készült”, mivel könnyen értelmezhetően határozta meg az eljövendő ünnep időpontját, valamint leírta a szertartások pontos menetét: az áldozatokat a Tiberis partján kell bemutatni; megszabja azt is, hogy melyik istenségnek milyet és a nap mely szakában, kikből álljon a kórus és hogy álljanak fel, milyen legyen az ünnep. Az értelmezést Ateius Capito végezte el, aki a céloknak megfelelően kiszámította, hogy a legutóbbi ünnepeket rossz időben tartották, és a helyesnek vélt dátumokhoz képest a száztízes periódusokkal számolva az új saeculum i. e. 16-ra fog esni, tehát eszerint a ludi saecularest a saeculum vége előtti utolsó évben rendezték meg. Igen valószínű, hogy az is hozzájárult az időponthoz, hogy i. e. 17-ben volt Augustus princepsszé emelkedésének tizedik évfordulója.

### Az augustusi ünnep eseményei
A ludi saeculares kezdetét hírnökök, kezükben fáklyákkal körbejárva jelentik be, felhívják az embereket, hogy menjenek el és legyenek tanúi e egyszeri és meg nem ismétlődő eseménynek, „amilyet eddig még nem láttak, és többé soha nem is fognak”. Ezek a hírnökök számos pénzérmén megjelentek most és a későbbi ünnepek során is.
A Capitoliumon és a palatinusi templomban a quindecemviri tagjai szétosztják a megtisztuláshoz szükséges kellékeket: ként, bitument és fáklyákat a nép között, melyeknek segítségével minden ember belsőleg, saját szertartással áteshetett azon. Az ünnepségen csak szabadok vehettek részt, akik összegyűltek az előbbi helyeken, valamint az aventinusi Diana-templomnál, majd mindenki elővette a búzát, az árpát és a babot, majd áldozatot mutattak be a sorsistennők tiszteletére. Ezt követően három napon át folyt az ünnepség a Mars-mezőn, ahol állatokat áldoztak a különféle istenségeknek, játékokat tartottak egy erre a célra emelt színházszerű épületben, közben pedig az új termés elejét osztogatták a megjelent nép körében. A második napon a Capitoliumon folytatódtak az áldozat-bemutatások, a harmadikon pedig a palatinusi Apollo-templomban a római városok sértetlenségéért himnuszokat és dalokat énekeltek.
Ezen elemek azok, melyeket Zósimos leírásából ismerhetünk meg, s tovább éltek az elkövetkezendő császárkori ludi saecularesek programjában. A principatus és a császárkor alatti ünnepek szellemisége és céljai szignifikánsan különböztek a köztársaság-koriakéitól. Amíg korábban a ludi a közösség megtisztulási rítusát foglalta leginkább magába, és a leáldozott saeculumot „eltemették”, búcsúztatták, addig az Augustusétól kezdődőek merőben más üzenettel bírtak. Az i. e. 17-es ludi saeculares képében a beköszöntő aranykort, a saeculum aureumot, és annak elhozóját, jelen esetben Augustust dicsőítették, az új kor fényűző nyitányát képviselték, ami jelentős propagandatevékenység szerepét is betöltötte, valamint mondhatni „precedenst” teremtett az elkövetkezendő princepsek számára. Rövidebben az ünnep célja az új állam felmagasztalása volt.
Augustus önéletírásában is megemlíti a ludi saeculares megrendezését: leírja, hogy mint a quindecemvirek feje, C. Furnius és C. Silanus consulsága alatt Marcus Agrippával együtt százados játékokat rendezett. Emellett arról is ír, hogy győzelmei dicsőségére a Tiberisen túl kiásatta a földet, és hajókkal tengeri ütközetet mutatott be.
A ludi saeculares i. e. 17. május 31-től június 2-ig tartott. Nyitó eseményeként május 31. éjszakáján Augustus a Tiberis partján, a Campus Martiuson a Moerae (Moirák) tiszteletére kilenc-kilenc nőstény juhot és kecskét mutatott be égőáldozatként, és fohászkodott, hogy a sorsistennők gyarapítsák a Római Birodalom uralmát háborúban és békében egyaránt, biztosítsák a védelmet, a békét és a nyugalmat a római polgárok és az állam számára. Ezután éjszaka ünnepi játékokat tartottak egy színpadon, nézőtér és ülőhelyek nélkül, ami az esemény szakrális jellegét erősítette. Itt sellisterniumot rendeztek, ami az istennők, ez esetben Iuno és Diana tiszteletére végzett szertartást jelenti, ahol szobraikat székekre helyezték egy étellel megrakott asztal elé.
Másnap a Capitoliumon Augustus és Marcus Agrippa közösen áldoztak egy-egy tulkot Iuppiter Optimus Maximusnak a római nép javáért. Ezután a ludi latinire épített színházépületben a családanyák ismét sellisterniumot tartottak, majd folytatták az éjjel megkezdett játékokat. A quindecemviri felszólította őket, hogy csökkentsék a hagyományos gyász idejét és mértékét. Aznap éjjel a Sybillinumnak megfelelően folytatódtak az áldozat-bemutatások. Az Iliythia-istennők tiszteletére Augustus bemutatott kilenc-kilenc lepényt, cipót és kalácsot. Június 2-án a Capitoliumon ismét Agrippával együtt egy tehenet áldozott Iuno Regina tiszteletére, éjjel pedig a Terra Maternek egy vemhes kocát. Június 3-án a Palatiumon, az utolsó bemutatás során Agrippával Apollónak és Dianának áldoztak kilenc lepényt, kalácsot és cipót. Az áldozások végeztével pedig a Sybilla-jóslathoz hűen 27 fiú és 27 lány, kiknek mindkét szülője életben volt, himnuszt énekeltek, amit a Capitoliumon is megismételtek. A felirat említi, hogy a művet Quintus Horatius Flaccus szerezte.
A gyermekek részvétele a szertartásokon immár hagyományos elemnek volt tekinthető. Vészterhes időkben, megtisztító rituálék során, vagy isteninek vélt jelenségek után gyakran láttak el vallási feladatokat. Azért voltak alkalmasak csak azon gyermekek, akinek mindkét szülőjük életben volt, mert így ők még ártatlanok voltak, nem érintette meg őket a halál borzalma, de természetesen származásuk is fontos szerepet játszott kiválasztásukban. Az előadás után az előző napi színpad helyén négylovas kocsiversenyt és műlovar-előadást rendeztek. Ezek után a quindecemviri bejelentette, hogy az ünnepet június 5-től számítva hét napig tartó játékokkal fogják lezárni, a Tiberis partján latin játékokat (ludi latini) tartanak egy fából emelt épületben, emellett görög eredetű thymelicus és asticus játékokat Pompeius, illetve a Circus Flaminius színházában. Augustus elrendelte, hogy az éjszakai játékokat az ifjak csak felnőtt hozzátartozójuk kíséretében látogathassák.
A köztársaságkori szertartásokhoz képest a legjelentősebb változás az volt, hogy a sötétség istenei (Dis és Proserpina) helyett a legnagyobb áldozatokat az aranykor urai, Apollo és Diana kapták. Szintén fontos elem az Ilythiákhoz, a szülés és a törvényes gyermekek születéséért felelős istennőihez való fohászkodás, mivel Augustus korábban hozott egy erről szóló, a felső rétegekben minél több gyermek vállalását szorgalmazó családjogi törvényt (lex Iulia). Mind a női istenségek többségben volta, és mind az, hogy az áldozott állatok közül egy kivétellel mind nőstény (azok közül is egy vemhes) volt, a termékenységgel és a bőséggel hozta szoros összefüggésbe az egész ludi saecularest. Szintén feltűnő a hármas szám gyakori előfordulása. A szertartások három napon át zajlottak, több áldozatot is istenhármasságoknak ajánlottak fel (Moirák), az áldozatok száma (egy-egy állat Iuppiternek, Iunonak és Terra Maternek, háromszor három áldozat a többi istenségnek), a Carmen saecularet egy 27—27 (3x3x3) fiúból és lányból álló kórus adta elő.
Apollo isten kiemelt tisztelete azzal magyarázható, hogy Augustus már színre lépésének idejében hangoztatta az istenhez fűződő szoros viszonyát. A Gens Iulia először az i. e. 5. században hozta magát kapcsolatba Apollóval. Suetoniusnál olvasható, hogy Augustus születése előtt anyja, Atia egy éjjel elaludt egy Apollo-szentélynél a gyaloghintójában. Miközben aludt, egy kígyó besiklott hozzá, majd egy idő elteltével elment. Amikor Atia felébredt, elvégezte magán a tisztító szertartást, mintha férfival hált volna, a testén pedig egy sárkánykígyóra hasonlító jegy maradt. Tíz hónappal később pedig megszületett Octavius, akit így Apollo fiának tartottak (a kígyó az isten kísérője). Ez a mondaszerű történet minden bizonnyal Alexandros fogantatásáéra igyekezett hasonlítani, ami mindkét esetben az isteni eredetet volt hivatott igazolni. Lényeges továbbá, hogy az augustusi teológiában Apollo és Diana voltak a közvetítők Iuppiter és az emberek között. Augustus építette a palatinusi Apollo-templomot is i. e. 27-ben, amire még i. e. 36-ban tett fogadalmat, és ide szállítatta át a Sybilla-könyveket. Actium mellett is egy Apollo-szentély állt, és a győztes csata színhelyére is emeltetett egy fényes Apollo-templomot.
Az egész i. e. 17. évi ludi saeculares tehát Augustus dicsőségét volt hivatott kihangsúlyozni, így a beköszöntött új korszak méltán nevezhető Saeculum Augustumnak. A játékokat Augustus szűk bizalmi köre szervezte, megőrizve a régi latin és etruszk elemeket, ugyanakkor hozzáadva Augustus védőistenének, Apollónak nagyfokú szerepét, valamint Sol és Luna is eltérő jelentőséget kaptak. Nagy fontossággal bírt a köztársasági hagyományok folytonosságának látszata. Egy lényeges elem mindenképp kiemelendő: világosan kitűnik, hogy az imperium már nem a római nép, hanem Augustus és megbízottjai kezében összpontosul, ők az állam jólétének letéteményesei. Augustus – a régi felelevenítésével – új hagyományt teremtett, amit egyes utódai ugyanúgy a saját hasznukra, nimbuszuk emelésére fordítottak.

## ATiberius Claudius Augustus Germanicusáltal rendezett ludi saeculares
Talán a claudiusi ludi saecularesről rendelkezünk a legkevesebb információval. I. sz. 47-ben, Róma alapításának nyolcszázadik évfordulóján tartották meg, ami visszatérést jelent a pontos számításhoz. A dátum valószínűleg gazdag történelmi ismereteivel magyarázható, mivel azt állította, hogy Augustus rosszkor, túl korán tartotta meg az ő ludi saecularesét, ezzel szemben ő (Claudius) alapos számításokat végzett a kellő időpontot illetően. A történetírók egybehangzóan támasztják alá az i. sz. 47-es dátumot, Claudius negyedik consuli évét. Aurelius Victor munkája szerint ebben az időben egy főnixmadár is feltűnt Egyiptom egén, amiről úgy tartották, hogy minden ötszázadik évben jelenik meg, ami a saeculum-váltások idejében történő csodajelnek feleltethető meg. Suetoniust olvasva láthatóvá válik, hogy az ünnep eseményei az augustusiéhoz igen hasonlatosak voltak. A hírnökök ugyanúgy körbejárták az utcákat, és valószínűleg a suffimenta osztása és az áldozatok is hasonlóképp zajlottak le. A történések iróniája, hogy amíg a kikiáltók a szokásos „amilyet senki sem látott, és nem is lát többé” frázissal hirdették a ludit, addig nem egy ember életben volt még az előző alatt, sőt, egyes akkori színészek a mostani játékokon is szerepeltek az előadásokon.
Augustus ünnepéhez képest jóval nagyobb hangsúlyt kaptak a látványosságok és a cirkuszi attrakciók. A ludi saeculares egyre inkább kezdte elveszíteni szakrális jellegét, és a nép kegyének megnyerését, valamint a princeps minél jobb színben történő feltüntetését szolgálták. Claudius százados játékai keretében fogatversenyt, lovasjátékot és állatviadalt rendeztek a Circus Maximusban és a Vaticanuson, harci játékot adtak elő a Campus Martiuson, valamint a Fucinus-tavon tengeri csatát mutattak be. Ezeken kívül kevés utalás található az auctorok körében a claudiusi ludi saecularesre. Egyedül Tacitusnál olvasható, hogy röviddel a játékok megtartása után tette meg fiává a későbbi Nerót.
Az i. sz. 47-es ludi saeculares igazi jelentősége abban mutatkozott meg, hogy új alapot teremtett a későbbiek megtartására az augustusi példa mellett. Claudius a százéves periódust használta az időpont megállapításának során, szemben Augustus száztízesével. Ezt a két számítási módot felhasználva a későbbiek során két-két császár is tartott ludi saecularest.

## ATitus Flavius Domitianusáltal rendezett ludi saeculares
Domitianus i. sz. 88-ban rendezte meg a ludi saecularest, Augustus számítását követve. Konkrét információnk ezen felül az ünnepről mindössze annyi, hogy a cirkuszi versenyek során az ünnep jegyében száz futamot rendeztek. Az írott források számával ellentétben viszont igen gazdag az ünnep érmeanyaga. A legszolidabb érmén, egy i. sz. 88-as denariuson olvasható, hogy Imperator Caesar Domitianus Augustus Germanicus (pontifex maximus, tribunicia potestasának nyolcadik évében) consulságának tizennegyedik évében saecularis ünnepet tartott.
Egy másik 88-as denarius hátlapján egy oltárkövön olvasható öt sorban ugyanaz a szöveg, mellette egy kandeláberrel és a megszokott hírnökábrázolással.
A legrészletesebb érmének előlapján olvasható Domitianus minden addig viselt tisztsége (Imperator Caesar Domitianus Augustus Germanicus pontifex maximus, tribunicia potestas, censor perpetuus, pater patriae), hátlapján pedig, hogy consulságának tizennegyedik évében megtartotta a ludi saecularest, valamint Domitianus alakja látható, amint egy templom előtt egy oltárról suffimentát oszt két zenésznek.
A gazdag érmeanyag arra enged következtetni, hogy Domitianus igen nagy jelentőséget tulajdonított a ludi saecularesnak, kiemelt helyen kezelte azt, egyre nőtt az ünnep fényűzése és propagandaszerepe.

## A későbbi játékok
Domitianust követően még három alkalommal rendeztek saecularis játékokat, a különböző számításokat használva. Először Antoninus Pius 148-ban, a claudiusi után 101 évvel, majd Septimius Severus 204-ben, az augustusi után 230 évvel (a domitianusi után 116 évvel), valamint Philippus Arabs 248-ban, Claudius után 201 évvel, Róma fennállásának ezredik évfordulójának tiszteletére (valójában ezeregyedik). Az ezután következőt Diocletianus császár alatt kellett volna megtartani, de a kereszténység térnyerésével a ludi saeculares gyakorlata fokozatosan eltűnt a történelemből. Zósimos szerint ez Róma hanyatlásának volt jelképe, mivel a megtartott ünnepek a birodalom nagyságát és erejét sugározták maga Róma és a világ többi része felé, a ludi mellőzése Diocletianus által pedig része volt a romlásnak és észrevétlen módon a barbarizálódás felé vezette a birodalmat. A ludi saeculares Augustus jóvoltából a lassan feledésbe merülő, megtisztító rituálék összefonódásából álló erősen szakrális jellegű eseményt egy fontos, meghatározó szerepű, a princeps nagyságát és dicsőségét hirdető fényűző állami ünneppé vált, nemcsak az ő, hanem utódai számára is. Az engesztelő áldozatbemutatás helyébe egy Róma jövőjét és biztonságát garantálni hivatott, ünnepélyes rendezvénysorozat lépett. Augustus a rá jellemző módon, a köztársasági hagyományok folytonosságának látszatát megőrizve, személyes kultuszát viszont elutasítva, az adott körülményeket (saeculum-elképzelés, aranykorvárás, Iulius Caesar consecratioja) legjobban kihasználva elevenítette fel és alakította újjá a hagyományt. Amíg az augustusi ünnep során a purifikáció még fontos szerepet játszott, a későbbiekben a világi elemek, a profán játékok és látványosságok kapták a legnagyobb jelentőséget az előbbi elhalványulása mellett.